# Nasikabatrachus sahyadrensis
La rana morada (Nasikabatrachus sahyadrensis) es una especie de rana descubierta en el año 2003 en las Ghats Occidentales de la India. El nombre científico deriva de la palabra sánscrita nasika ('nariz'), en griego batrachus ('rana') y Sahyadri, es una de las denominaciones de las Ghats Occidentales. Está amenazada por la pérdida de hábitat debido a la deforestación para plantaciones de café, cardamomo y jengibre.
Vive todo el año bajo tierra. Hasta a 8 metros de profundidad. Y solo sale una vez al año. Solo por la noche, en época de monzón y con fines reproductivos. La hembra carga con el macho hasta encontrar un lugar húmedo en el que depositar los huevos para que este los fertilice. 

## Sistemática y taxonomía
Con su taxón hermano, Nasikabatrachus bhupathi, las dos especies forman el único género de la familia monotípica de Nasikabatrachidae que es el taxón hermano a la familia Sooglossidae de las islas Seychelles.

## Descripción
Mide unos 7 cm de largo y presenta una pigmentación violeta y huesos osificados como adaptaciones a hábitos excavadores. Análisis de ADN revelaron que el grupo hermano de esta especie corresponde al clado Sooglossidae, cuyas especies (cuatro en total) son conocidas como ranas de las Seychelles.